# Operculinoides
Operculinoides es un género de foraminífero bentónico normalmente considerado un subgénero de Nummulites, es decir, Nummulites (Operculinoides) de la familia Nummulitidae, de la superfamilia Nummulitoidea, del suborden Rotaliina y del orden Rotaliida. Su especie tipo es Nummulites willcoxi. Su rango cronoestratigráfico abarca desde el Eoceno hasta el Mioceno.

## Clasificación
Se han descrito numerosas especies de Operculinoides. Entre las especies más interesantes o más conocidas destacan:
- Operculinoides ocalanus †, también considerado como Nummulites (Operculinoides) ocalanus †
- Operculinoides trinitatensis †, también considerado como Nummulites (Operculinoides) trinitatensis †
- Operculinoides willcoxi †, también considerado como Nummulites (Operculinoides) willcoxi †

Un listado completo de las especies descritas en el género Operculinoides puede verse en el siguiente anexo.